# Luis Bordás Munt
Luis Bordás Munt o Lluís Bordas i Munt (Barcelona, 1798-1875), gramático, historiador, lexicógrafo y escritor español.

## Biografía
Fue profesor de lenguas en la Real Casa de la Lonja y la Escuela de Nobles Artes de Barcelona y autor de gramáticas de francés, italiano y latín. También escribió un Diccionario manual de la mitología y unos Hechos históricos y memorables acaecidos en España: desde la última enfermedad de Fernando VII hasta la conclusión de la Guerra de los Siete Años que trata sobre la primera guerra carlista. 
Como lexicógrafo destacó por ser uno de los redactores, junto con Miguel Antón Martí y Juan Cortada, del Diccionario castellano-catalan-latino-francés-italiano en tres volúmenes (Barcelona, A. Brusi, 1842-1848).

## Obras

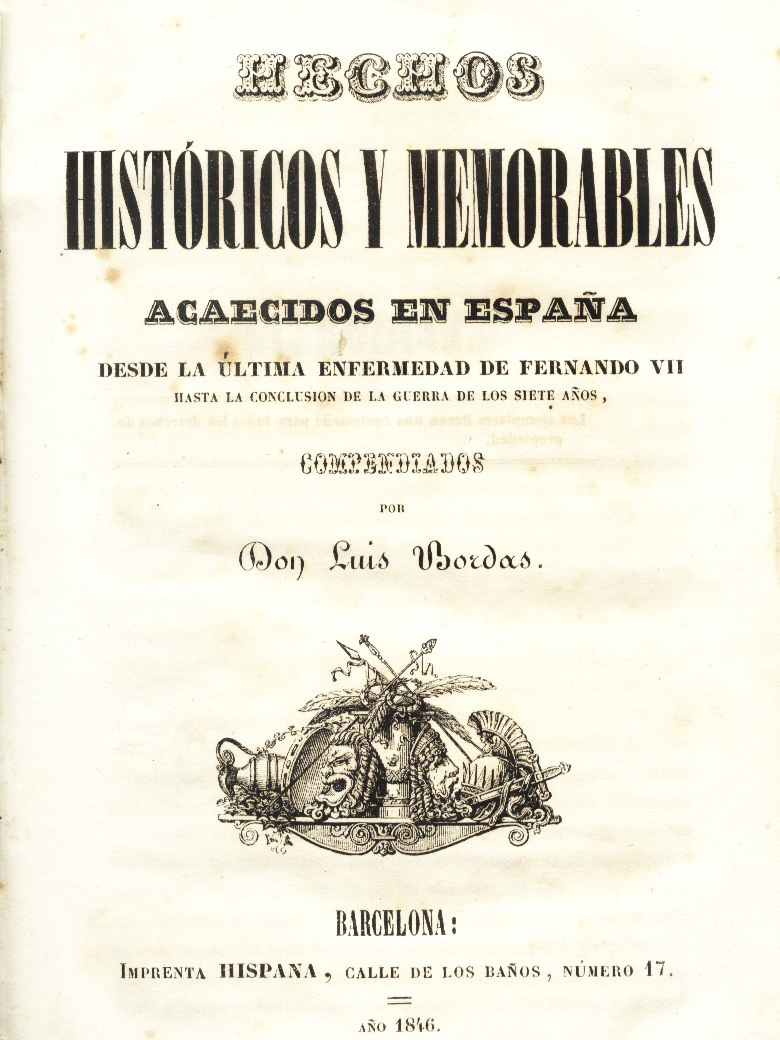
Portada del libro Hechos históricos y memorables acaecidos en España: desde la última enfermedad de Fernando VII hasta la conclusión de la Guerra de los Siete Años.

- Diccionario manual de la mitología: obra útil, necesaria é indispensable, 1855
- Hechos históricos y memorables acaecidos en España: desde la última enfermedad de Fernando VII hasta la conclusión de la Guerra de los Siete Años, 1846
- Gramática italiana: adaptada al uso de los españoles, 1830; hay más ediciones en 1847 y 1852, por ejemplo.
- Colección de temas para ejercitarse en la traducción del catalan al castellano, y practicar las reglas de la gramática castellana Lib. de la Sra. Viuda de Mayol, 1857
- Gramática práctica para aprender á leer, hablar y escribir el idioma francés, 1856.
- Rudimentos de gramática latina, 1846.
- Con Miguel Antón Martí y Juan Cortada, Diccionario castellano-catalán-latino-francés-italiano en tres volúmenes (Barcelona, A. Brusi, 1842-1848).
- Nuevo Tratado de pronunciación, ortografia, prosodia y verbos del idioma italiano, para servir de suplemento al compendio de gramatica italiana (Barcelona, Impr. J.Mayol 1826)